# 自在置物

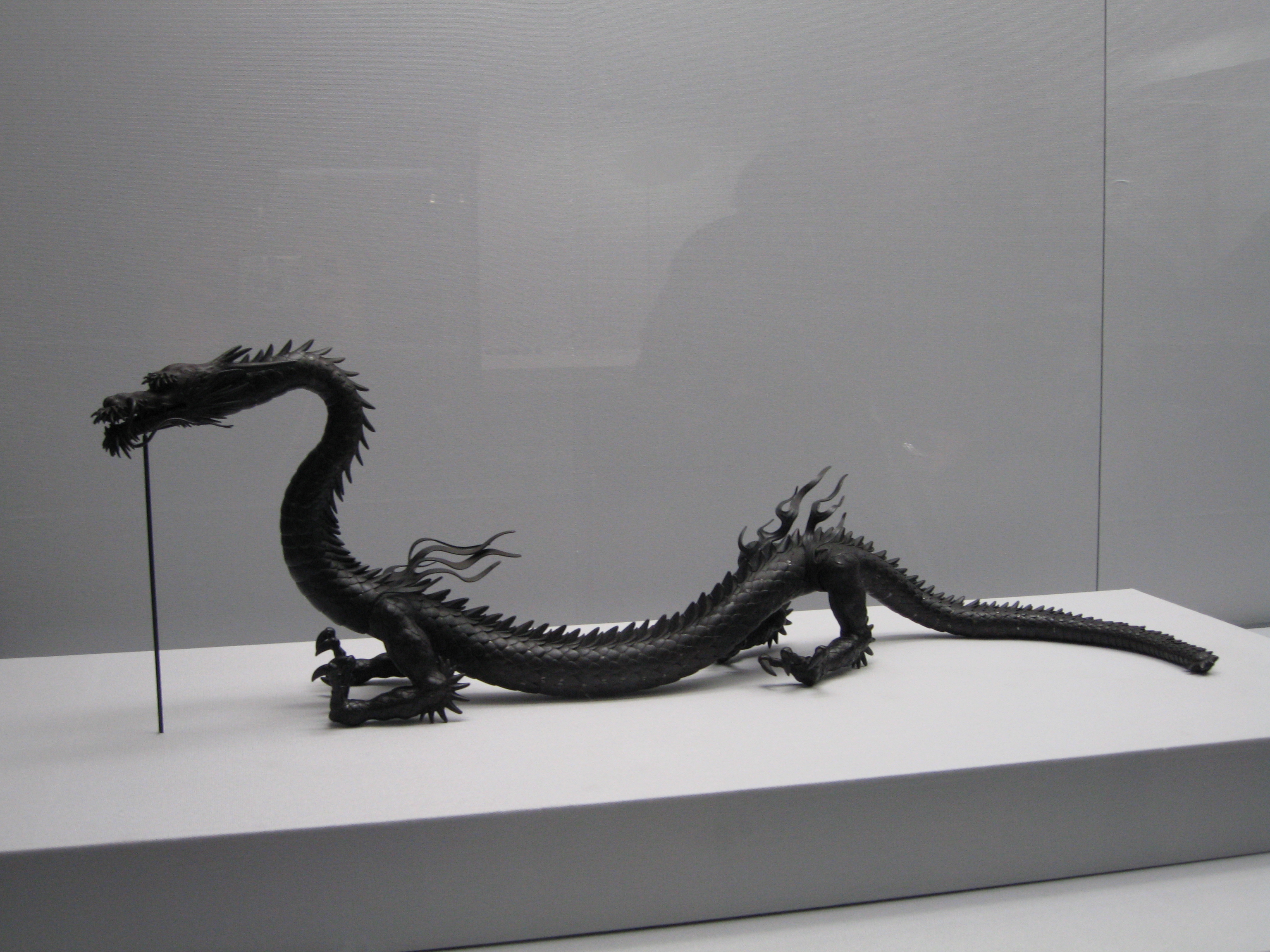
1713年（正徳3年）、明珍宗察作の龍の自在置物。確認されている中では最古の自在置物である。東京国立博物館所蔵。

自在置物（じざいおきもの）は、日本の金属工芸の一分野。鉄や銅、銀、赤銅（金と銅の合金）、四分一（銀と銅の合金）などの金属板を素材として、龍、蛇、鳥、伊勢海老、海老、蟹、蝶といった動物の模型を写実的に作るのみならず、それらの体節・関節の部分を本物通りに動かすことをも追求し、そのための複雑な仕組みを内部に施すのが大きな特徴である。

## 概要
江戸時代の中頃、戦乱が絶えて日本社会の気風が太平になると、武具類の需要が減少した。これを受け、甲冑師の一部には技術伝承と収入源を兼ねて、本業である甲冑のほかに、鍔・轡などの武具・馬具や、火箸・花瓶・箱といった様々な民具を鉄で製造・販売する者が現れるようになった。自在置物もこうした流れの中で甲冑師、とりわけ明珍派の工人らによって生み出された工芸品である。同派は鉄の打ち出し加工に関して卓越した技術を保有しており、自在置物の表現や細工にもそれが活かされている。
日本の金工作品の写実性が全般に高まるのは江戸時代後期からであるが、自在置物の発生はそれらよりも早く、かつそこにいかなる背景や目的があったのかは判然としない。ただ、先行する例としては「元禄八年五月吉日」「明珍宗介」の銘が入った鷲の置物の残欠が確認されている（V&A博物館所蔵）。この作品は首が左右に動く構造になっており、翼の形や羽模様の描写の写実性が高いことから、外観の写実表現を超える形で、やがて動きも自在にとれる置物が考案されたと推測される。自在置物として完成した作品のうち、現存最古の年号が記されたものは、「正徳三癸巳歳六月日」（1713年）の銘が刻まれた明珍宗察作の龍の置物（東京国立博物館所蔵）である。
近代以降も一部の金工家に製作技術が継承されるが従来の明珍系の作品は見られなくなり、代わりに明治から昭和にかけては京都の高瀬好山（たかせ こうざん）と冨木家一門のグループが中心となり、自在置物の作品を量産している。
しかし自在置物は、日本国内でよりもむしろ海外（主に欧米）において高い評価を受ける傾向にあり、早くも1888年（明治21年）に、フランスで出版された日本美術の紹介雑誌"Le Japon Artistique"にて言及されている。また、前述した高瀬好山一派は海外への輸出を念頭において作品を製作しており、外交官の佐藤尚武が駐在先のフランスへの土産物として好山の工房で作られた置物を贈ったところ、好評を博したために追加注文を出したという話も残っている。
こうした事情が重なり、自在置物はその多くが外国に残る一方で日本国内にはあまり伝わらず、長い間存在を知られることがなかった。自在置物が最初に展覧会で紹介されたのは、1983年（昭和58年）10月に東京国立博物館で催された特別展「日本の金工」においてであり、以降幾度かの美術展に出品されたことで知名度が上昇していった。
そもそも「自在置物」という分類名自体が、上記の「日本の金工」展で使用された「自在龍置物」、「自在鷹置物」などの展示名がそのまま引き継がれて定着したものである。また、自在置物が、江戸時代ではどのように呼ばれていたかについては、確かな資料がないために不明である。

## 種類
調査研究によって確認された作品の種類は以下の通り。
- 爬虫類 - 蛇・亀
- 両生類 - 蛙
- 鳥類 - 鷲・鷹・鶏・雉・鳩・鶉・鵜
- 魚類 - 鯉
- 甲殻類 - 伊勢海老・手長海老・沢蟹・渡り蟹・やどかり
- 昆虫 - 兜虫・鍬形虫・髪切虫・蟷螂・蝶・蝉・蜻蛉・飛蝗・蝿・蟋蟀・鈴虫
- 架空の生物 - 龍・翼龍・鯱
- その他 - 人間

## 大きさ
自在置物の大きさは作品によりまちまちであり、非常に巨大なものから実際のモデル生物と同じくらいの大きさ、また微小なサイズの作品と多岐にわたる。大きなものでは全長220センチメートル超の龍（ボストン美術館所蔵）が、最小クラスでは小指の爪程度の蟹の作品が存在する。

## 材質・表現

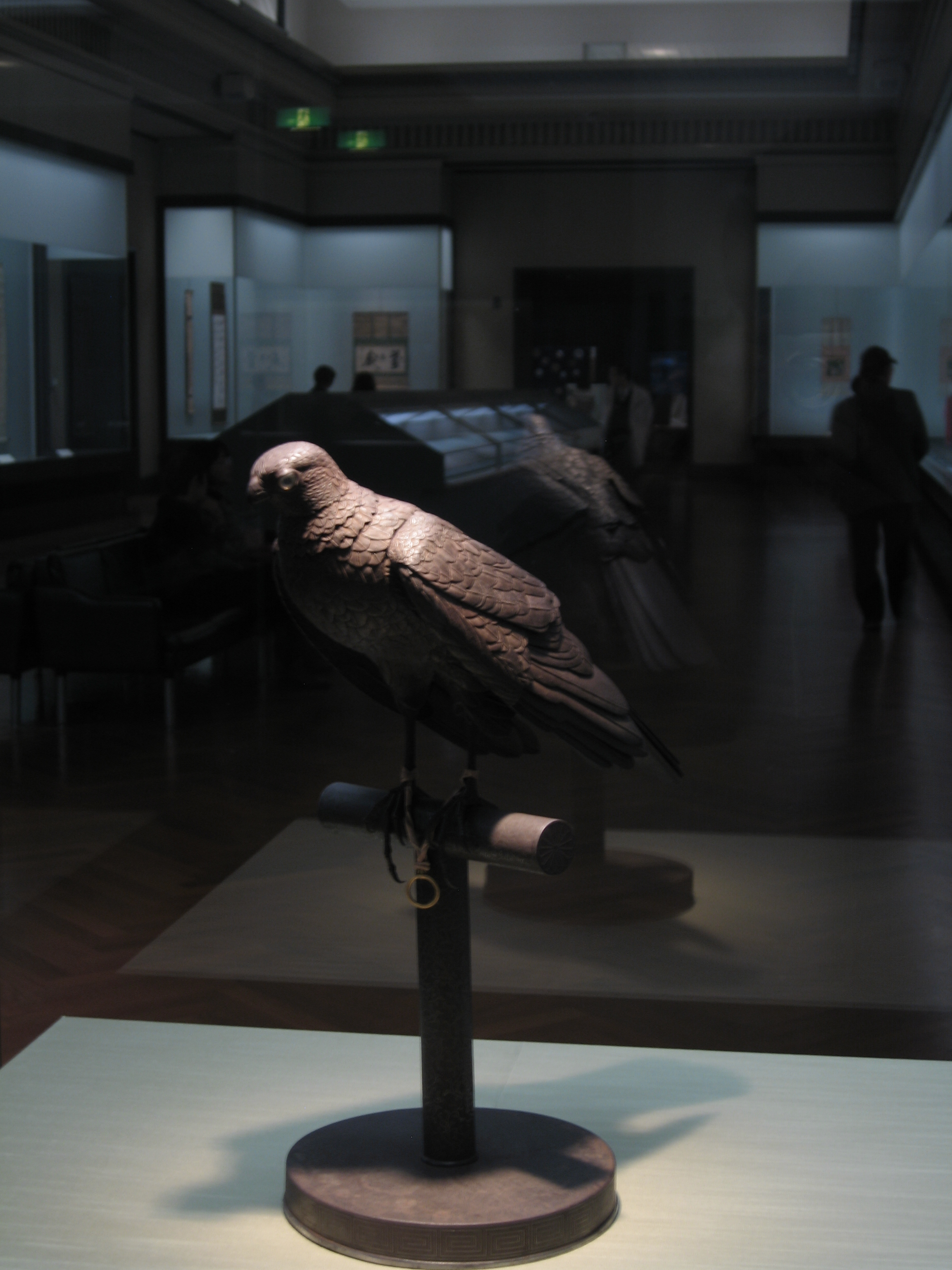
江戸時代後期、明珍清春作の鷹の自在置物。東京国立博物館所蔵。

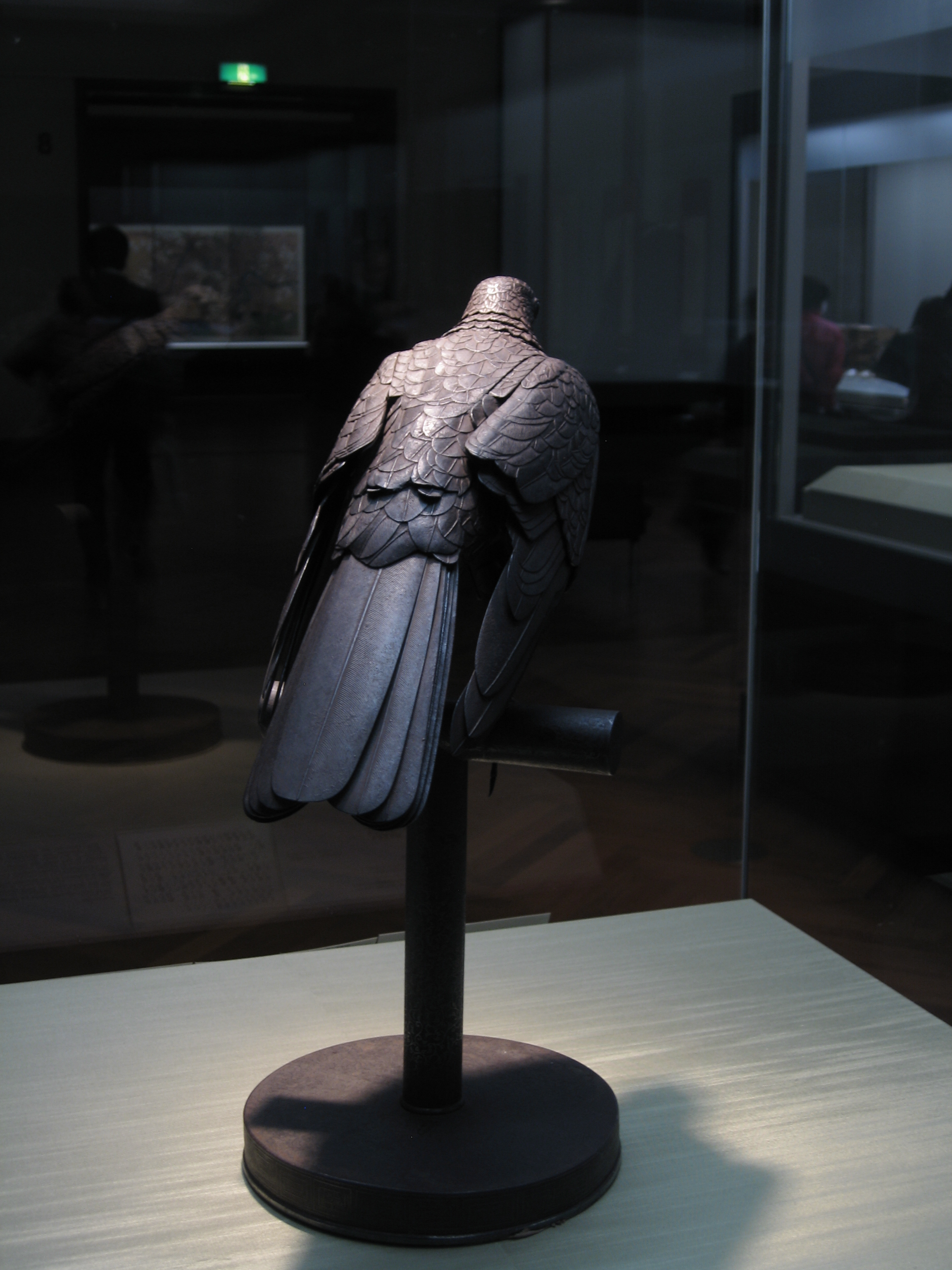
鷹の自在置物を背面より見たところ。

自在置物の素材で最も多いのは鉄であるが、線刻・鏨打ち・裏打ち出しなどの技法をもって、鱗や羽の模様、とげの凹凸といった生物の外観や表情が非常に写実的に表現される。
江戸時代の自在置物はもっぱら鉄製であるが、時代が下った明治・大正・昭和期になると銅や銀の作品が増え、更に生物の体色をも再現するべく色金（いろがね、美術・工芸用の合金）を多用した作品も出現した。尾と胴に素銅（すあか、純銅）・眼に赤銅・羽に銀を用いた赤蜻蛉や、赤銅の地に素銅の切嵌象嵌で羽の文様を表した黒揚羽蝶、四分一の銀と銅の配合比を変えて色味を調整した飛蝗の作品などが確認されている。

## 構造・動作
外観のみならず、実際の生物の動作を忠実に再現することを志向している自在置物は、作品によっては複雑な内部構造を有している。体節、関節部の連結には鋲留めが、羽や鰭の接続には蝶番が用いられるが、可動性を確保するために取り付け部の穴を広げる仕掛けや、コイルバネで部品を連結したり、歯車を仕込んで左右の部品の動作を連動させたりするなど、より高度な機構を持つ作品も存在する。
こうした仕掛けに支えられた自在置物は多彩な動きやポーズに富み、手足の関節の屈伸や口の開閉、羽や鰭、触角を展開するほか、鱗一列単位のリング状部品を無数に連ねて胴部分を構成した蛇や龍などの置物はくねくねした動きをとったり、雀蜂の作品は尾先から針を出し入れしたりするといった、微細な表現をとることが可能である。中には、甲羅の部分に小物入れとしての機能を付加した蟹の置物もある。

## 作家について
自在置物には、作者の銘が刻まれたものと無銘のものとがあるが、銘の有無を問わず、作者を特定したりその活動拠点や生没年などの履歴を追えたりする例は多くない。
江戸時代の自在置物作家はその多くが明珍派の甲冑師であったが、同派は日本全国に分派したため、複数の地に同名の別人がいたり作品との年代が合わなかったりと、作者の特定には困難が伴う。
近代以降でも作家の系譜や生涯が判明しているのは、高瀬好山と冨木家の金工や板尾新次郎くらいである。

## 木製自在置物
自在置物は金属製であるのが常だが、極めて珍しい作品として、象牙製や木製の龍在置物が何点か存在する。これらは大正から昭和初期に大阪で活動した木彫作家の穐山竹林斎（あきやま ちくりんさい）によって作られたもので、大阪歴史博物館所蔵品（2008年（平成20年）に埼玉県在住の個人から寄贈）、京都の清水三年坂美術館所蔵品、大阪狭山市所蔵品（2013年（平成25年）に堺市の井上軸受工業株式会社から寄贈）の3点が確認されている。また平成後期に活動した大竹亮峯の作品もある。

## ギャラリー

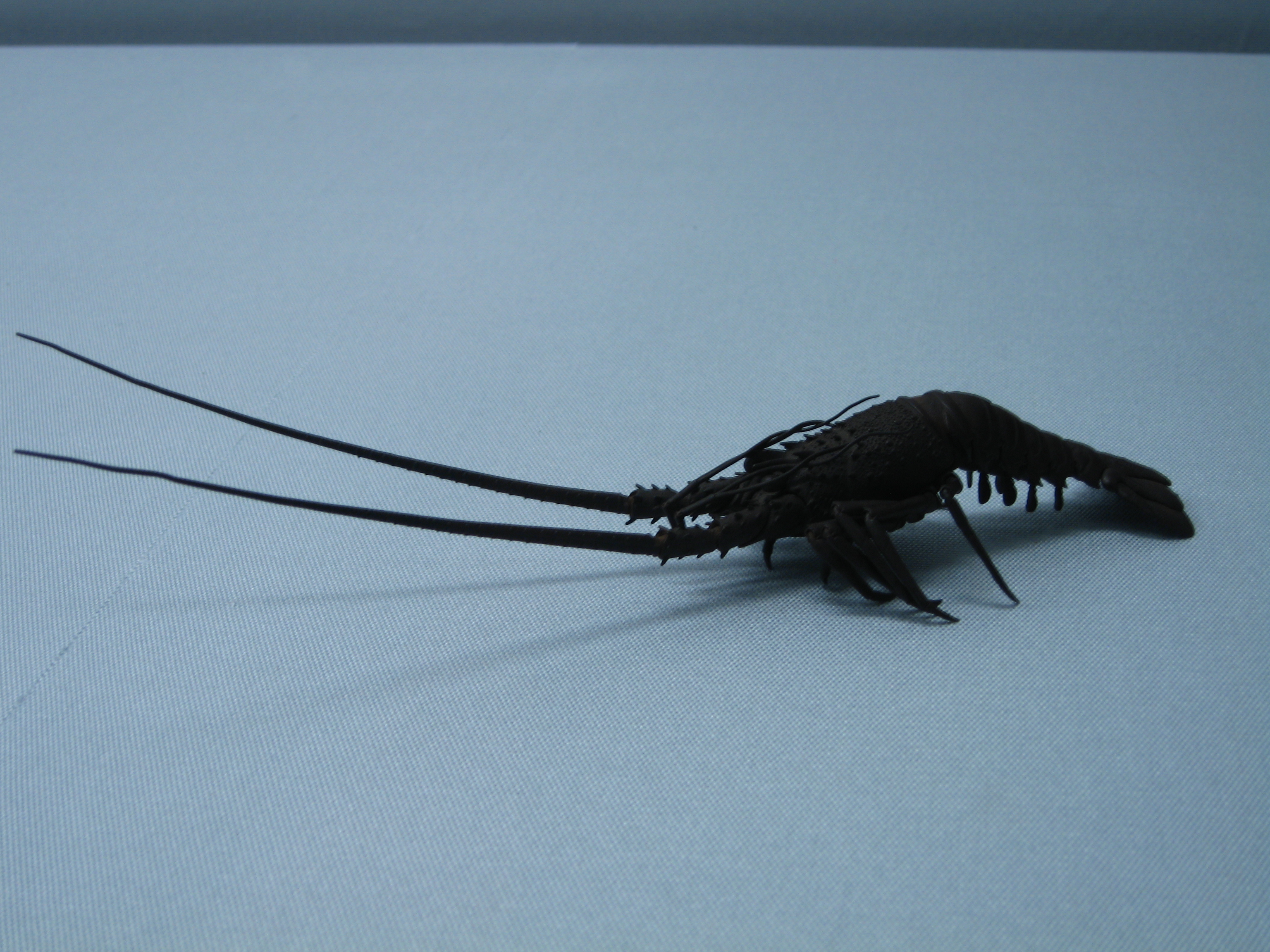
伊勢海老の自在置物。江戸時代後期、明珍宗清作。
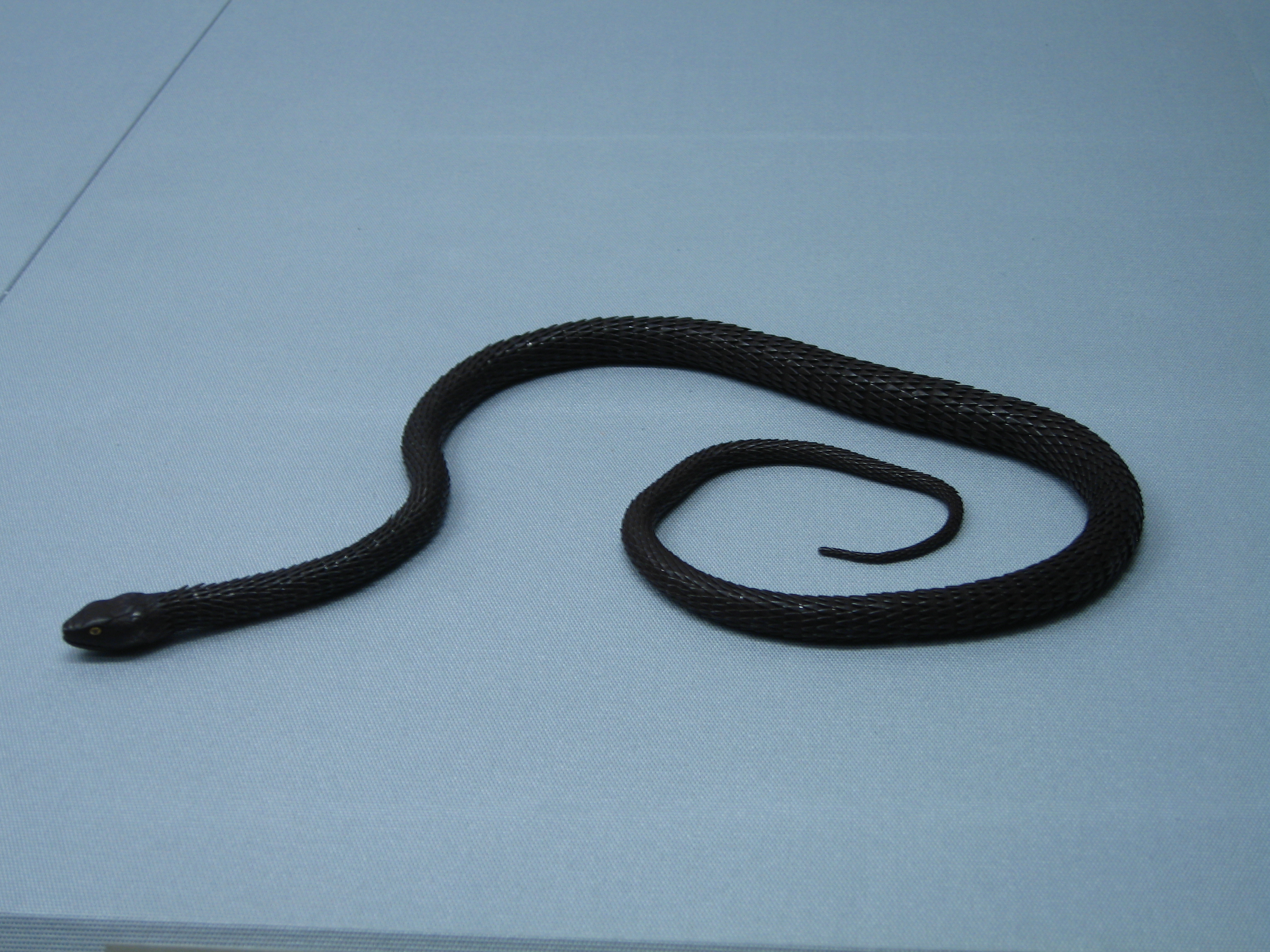
蛇の自在置物。昭和時代、宗義作。
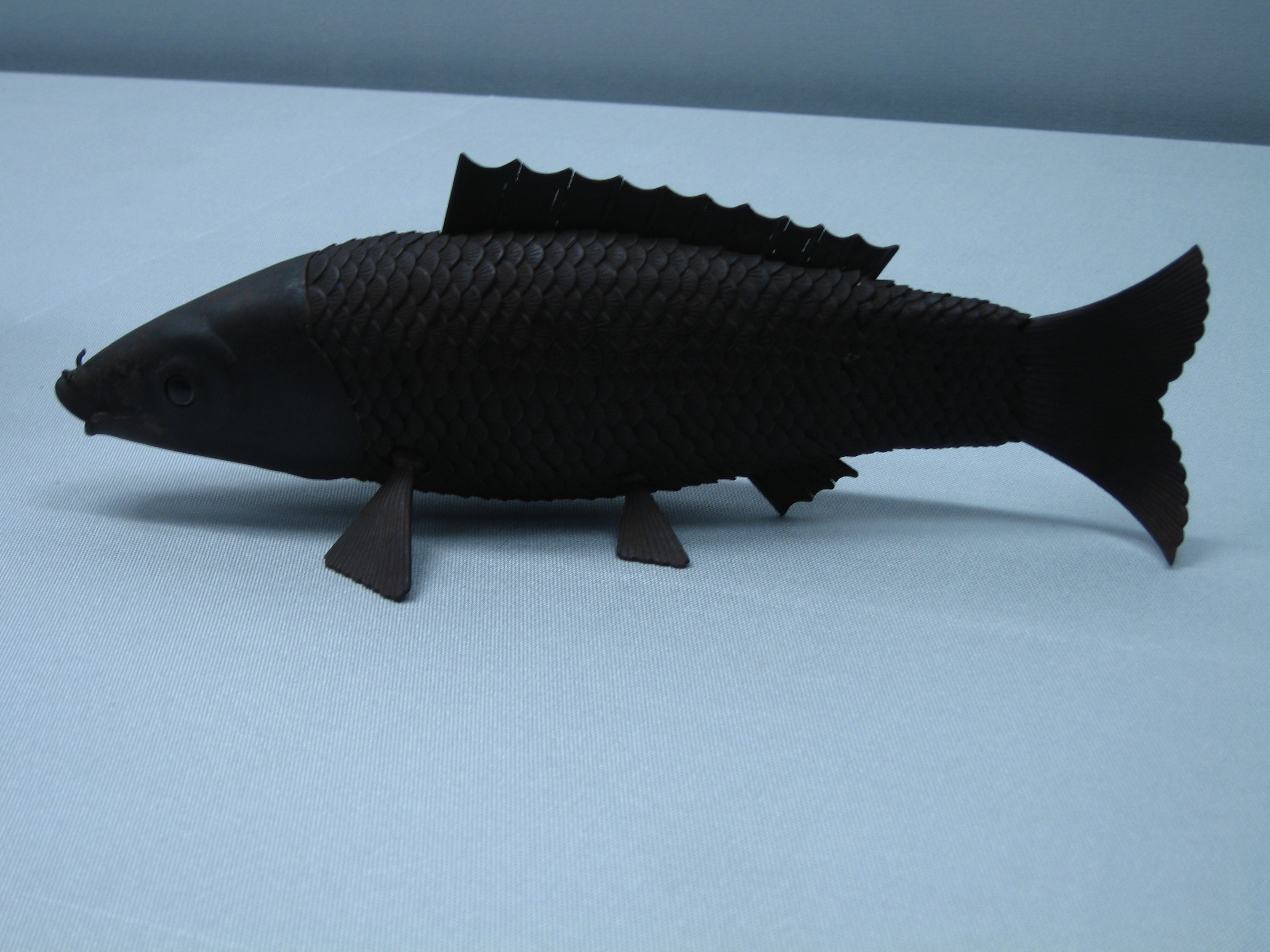
鯉の自在置物。江戸時代後期、明珍吉久作。